# Platja de la Ricarda - Ca l'Arana
La platja de la Ricarda - Ca l'Arana és una platja natural del municipi del Prat de Llobregat (Baix Llobregat). Limita a llevant amb la desembocadura del riu Llobregat i a ponent amb la platja Naturista, entre l'estany de la Ricarda i l'estany de l'Illa. Té una longitud de 2.700 metres. La seva amplada varia entre 60 i 89 metres, formada per sorra mitjana i fina. Està inclosa en l'espai protegit ZEPA (zona especial de protecció d'aus) del delta del Llobregat, de 397 hectàrees. L'accés públic a la platja no està permès per protegir el valor natural de la zona.
Al costat de la platja es troben espais d'especial interès com l'estany de la Ricarda, l'estany de la Magarola, la desembocadura de la Bunyola i els aiguamolls i zones de dunes de Ca l'Arana. Disposa de dos miradors, el del Semàfor i la torreta Mira Mare, o torre de la Bunyola, i als voltants es troben les restes d'una antiga caserna militar, la Caserna dels Carrabiners.